# سیارک ۲۸۸۶
سیارک ۲۸۸۶ (به انگلیسی: 2886 Tinkaping، نامگذاری:1965YG) دو هزار و هشتصد و هشتاد و ششمین سیارک کشف شده‌است که در ۲۰ دسامبر ۱۹۶۵ کشف شد.
قدر مطلق سیارک برابر ۱۳٫۲۰ است.